# Premio Francisco Umbral al Libro del Año
El Premio Francisco Umbral al Libro del Año es un galardón literario otorgado por la Fundación Francisco Umbral, que reconoce la creación literaria al mejor libro del año escrito en castellano editado entre el 1 de enero y el 31 de diciembre de cada año; fue instituido en 2011 y el fallo se anuncia a principios de año, es decir, que el primer premio se entregó en 2012.
La Fundación Francisco Umbral nació el 12 de enero de 2009 con el objetivo de estudiar, preservar y difundir la obra literaria y periodística del escritor Francisco Umbral, fallecido en 2007, así como para apoyar el fomento de las letras y del idioma español. El premio está dotado en 2017 con 12.000€ e incluye una escultura de bronce de Alberto Corazón.   La Fundación pretende que este premio se convierta en un equivalente a lo que representa el premio Goncourt en las letras francesas.

## Ganadores
| Edición | Año  | Obra ganadora                       | Autor                                    | Imagen |
| ------- | ---- | ----------------------------------- | ---------------------------------------- | ------ |
| 1ª      | 2011 | Las cuatro esquinas                 | Manuel Longares                          |        |
| 2ª      | 2012 | La cabeza en llamas                 | Luis Mateo Díez                          |        |
| 3ª      | 2013 | En la orilla                        | Rafael Chirbes                           |        |
| 4ª      | 2014 | Réquiem habanero por Fidel          | Juan Jesús Armas Marcelo                 |        |
| 5ª      | 2015 | Desaprendizajes                     | José Manuel Caballero Bonald             |        |
| 6ª      | 2016 | Patria                              | Fernando Aramburu                        |        |
| 7ª      | 2017 | Transición                          | Santos Juliá                             |        |
| 8ª      | 2018 | Sur                                 | Antonio Soler                            |        |
| 9ª      | 2019 | Tiempos recios                      | Mario Vargas Llosa                       |        |
| 10ª     | 2020 | Las maravillas                      | Elena Medel                              |        |
| 11ª     | 2021 | Morderse la lengua                  | Dario Villanueva                         |        |
| 12ª     | 2022 | De bestias y aves                   | Pilar Adón                               |        |
| 13ª     | 2023 | Santander, 1936                     | Álvaro Pombo                             |        |
| 14ª     | 2024 | Fuego cruzado. La primavera de 1936 | Fernando del Rey y Manuel Álvarez Tardío |        |